# エドワード・マイナー・ギャローデット

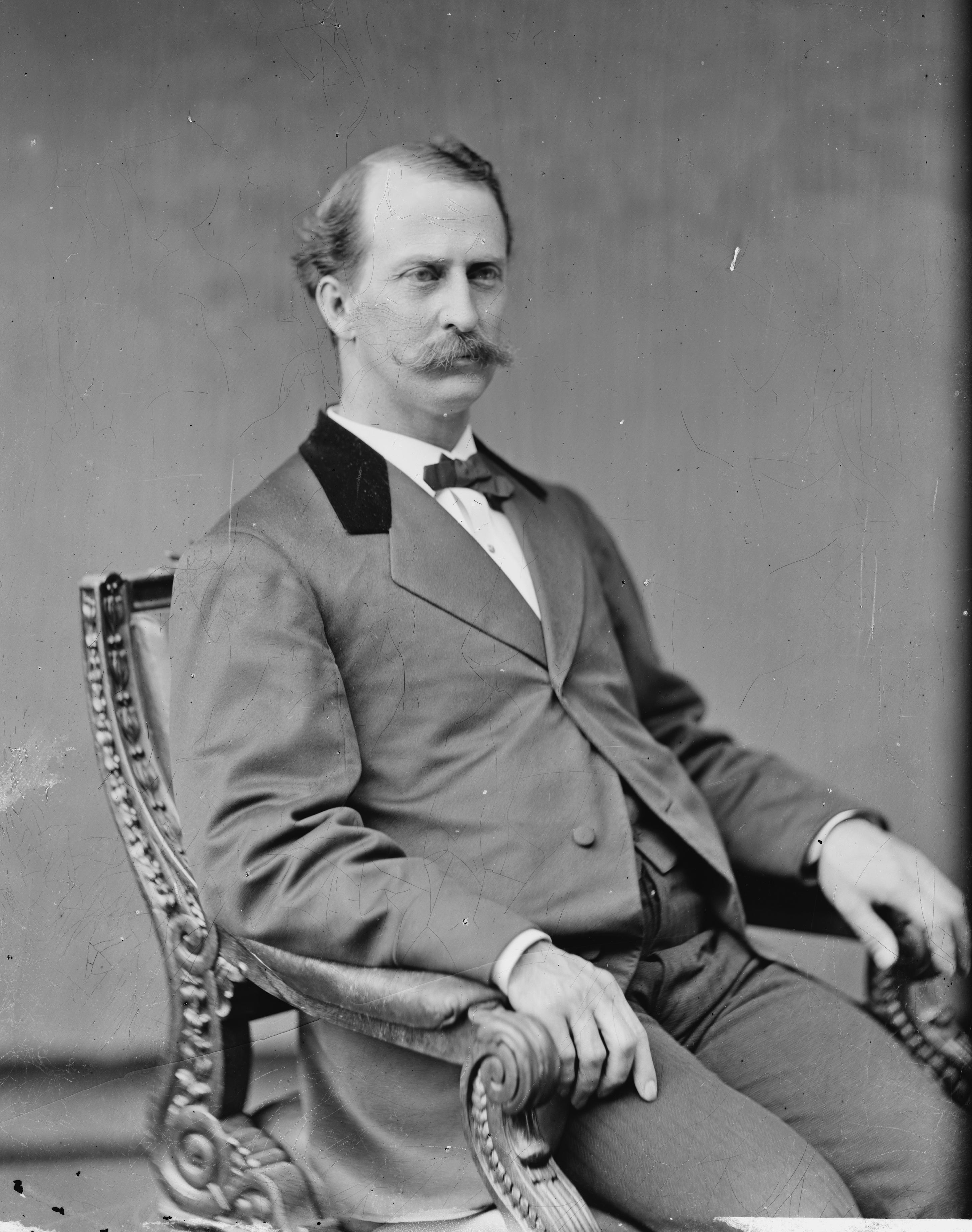
エドワード・マイナー・ギャローデット

エドワード・マイナー・ギャローデット（Edward Miner Gallaudet, 1837年2月5日 – 1917年9月26日）は、アメリカのろう教育者。ギャローデット大学の前身である、国立聾唖大学の初代学長。

## 生涯
1837年にエドワード・マイナー・ギャローデットは、トーマス・ホプキンズ・ギャローデットとソフィア・ファウラーの8番目の末っ子として生まれる。
1857年、20歳のとき、エイモス・ケンドールの誘いでワシントンDCのコロンビア盲聾唖教育施設（ケンドール初等聾学校の前身）の管理職者になったが、校長になるには若すぎたため、学校でマトロンを務めることになる母親のファウラーと一緒に着任した。その後、ろう者のための高等教育機関の設立を目標に、連邦議会に通じていたケンドールの紹介により議会との関係作りを進めた。
1862年、エドワード・マイナー・ギャローデットは議会で定例報告を行い、ろう者向けの大学の設置を提言した。1864年には、議会で議案が通過し、リンカーン大統領の署名により、コロンビア盲聾唖教育施設による学士号の授与が認められた。のちの「国立聾唖大学」(National Deaf-Mute College)である。
1880年には、イタリアのミラノで国際ろう教育会議（現：国際聴覚障害教育会議）が開かれ、5人のアメリカ代表が出席した。手話の使用を禁止し、口話法を推進することについて議論が行われ、ギャローデットは弁舌をふるって手話法を擁護した。結局、決議に反対したのはアメリカ代表と他1名であった。
その後、アメリカにおける聾教育の現場では手話法から口話法へ傾けていく中で、全米ろう協会が手話保存の目的で映画による記録を始めたが、ギャローデットは手話の名手として映画に登場した。